# Unitat pel Socialisme
Unitat pel Socialisme fou una coalició electoral a les eleccions al Parlament de Catalunya de 1980, formada per la Lliga Comunista Revolucionària (LCR), el Moviment Comunista de Catalunya (MCC), l'Organització Comunista d'Espanya (Bandera Roja) (OCE-BR) i el Partit del Treball de Catalunya (PTC), les quatre principals organitzacions comunistes d'extrema esquerra de l'època. El cap de llista per Barcelona era Manuel Gracia Luño del PTC.
Va obtenir 33.086 vots (l'1,22% dels vots emesos) i cap escó. La desfeta del Partit del Treball i, en general, la paràlisi de l'extrema esquerra en l'època del desencís posterior a la Transició van fer que la coalició no reeixís.